# Mladecko
Mladecko là một làng thuộc huyện Opava, vùng Moravskoslezský, Cộng hòa Séc.